# Danh sách loài nhện trong họ Ctenidae
'Danh sách các loài nhện trong họ Ctenidae xếp theo chi.

## Acantheis
Acantheis Thorell, 1891
- Acantheis boetonensis (Strand, 1913)
- Acantheis celer (Simon, 1897)
- Acantheis dimidiatus (Thorell, 1890)
- Acantheis indicus Gravely, 1931
- Acantheis laetus (Thorell, 1890)
- Acantheis longiventris Simon, 1897
- Acantheis nipponicus Ono, 2008
- Acantheis oreus (Simon, 1901)
- Acantheis variatus (Thorell, 1890)

## Acanthoctenus
Acanthoctenus Keyserling, 1877
- Acanthoctenus gaujoni Simon, 1906
- Acanthoctenus kollari (Reimoser, 1939)
- Acanthoctenus maculatus Petrunkevitch, 1925
- Acanthoctenus mammifer Mello-Leitão, 1939
- Acanthoctenus obauratus Simon, 1906
- Acanthoctenus plebejus Simon, 1906
- Acanthoctenus remotus Chickering, 1960
- Acanthoctenus rubrotaeniatus Mello-Leitão, 1947
- Acanthoctenus spiniger Keyserling, 1877
- Acanthoctenus spinipes Keyserling, 1877

## Africactenus
Africactenus Hyatt, 1954
- Africactenus acteninus Benoit, 1974
- Africactenus agilior (Pocock, 1899)
- Africactenus decorosus (Arts, 1912)
- Africactenus depressus Hyatt, 1954
- Africactenus evadens Steyn & Jocqué, 2003
- Africactenus fernandensis (Simon, 1910)
- Africactenus ghesquierei (Lessert, 1946)
- Africactenus giganteus Benoit, 1974
- Africactenus guineensis (Simon, 1897)
- Africactenus kribiensis Hyatt, 1954
- Africactenus leleupi Benoit, 1975
- Africactenus longurio (Simon, 1910)
- Africactenus monitor Steyn & Jocqué, 2003
- Africactenus pococki Hyatt, 1954
- Africactenus poecilus (Thorell, 1899)
- Africactenus simoni Hyatt, 1954
- Africactenus sladeni Hyatt, 1954
- Africactenus tenuitarsis (Strand, 1908)
- Africactenus tridentatus Hyatt, 1954
- Africactenus trilateralis Hyatt, 1954

## Amauropelma
Amauropelma Raven, Stumkat & Gray, 2001
- Amauropelma anzses Raven & Stumkat, 2001
- Amauropelma bluewater Raven & Stumkat, 2001
- Amauropelma claudie Raven & Stumkat, 2001
- Amauropelma gayundah Raven & Stumkat, 2001
- Amauropelma gordon Raven & Stumkat, 2001
- Amauropelma hasenpuschi Raven & Stumkat, 2001
- Amauropelma leo Raven & Stumkat, 2001
- Amauropelma mcilwraith Raven & Stumkat, 2001
- Amauropelma monteithi Raven & Stumkat, 2001
- Amauropelma mossman Raven & Stumkat, 2001
- Amauropelma pineck Raven & Stumkat, 2001
- Amauropelma rifleck Raven & Stumkat, 2001
- Amauropelma torbjorni Raven & Gray, 2001
- Amauropelma trueloves Raven & Stumkat, 2001
- Amauropelma undara Raven & Gray, 2001
- Amauropelma wallaman Raven & Stumkat, 2001

## Anahita
Anahita Karsch, 1879
- Anahita aculeata (Simon, 1897)
- Anahita blandini Benoit, 1977
- Anahita centralis Benoit, 1977
- Anahita concrassata Benoit, 1977
- Anahita concreata Benoit, 1977
- Anahita concussor Benoit, 1977
- Anahita faradjensis Lessert, 1929
- Anahita fauna Karsch, 1879
- Anahita lineata Simon, 1897
- Anahita lycosina (Simon, 1897)
- Anahita mamma Karsch, 1884
- Anahita maolan Zhu, Chen & Song, 1999
- Anahita nathani Strand, 1906
- Anahita pallida (L. Koch, 1875)
- Anahita punctata (Thorell, 1890)
- Anahita punctulata (Hentz, 1844)
- Anahita pygmaea Benoit, 1977
- Anahita samplexa Yin, Tang & Gong, 2000
- Anahita similis Caporiacco, 1947
- Anahita syriaca (O. P.-Cambridge, 1872)
- Anahita zoroides Schmidt & Krause, 1994

## Ancylometes
Ancylometes Bertkau, 1880
- Ancylometes amazonicus Simon, 1898
- Ancylometes birabeni (Carcavallo & Martínez, 1961)
- Ancylometes bogotensis (Keyserling, 1877)
- Ancylometes concolor (Perty, 1833)
- Ancylometes hewitsoni (F. O. P.-Cambridge, 1897)
- Ancylometes japura Höfer & Brescovit, 2000
- Ancylometes jau Höfer & Brescovit, 2000
- Ancylometes pantanal Höfer & Brescovit, 2000
- Ancylometes riparius Höfer & Brescovit, 2000
- Ancylometes rufus (Walckenaer, 1837)
- Ancylometes terrenus Höfer & Brescovit, 2000

## Apolania
Apolania Simon, 1898
- Apolania segmentata Simon, 1898

## Asthenoctenus
Asthenoctenus Simon, 1897
- Asthenoctenus borellii Simon, 1897
- Asthenoctenus hingstoni (Mello-Leitão, 1948)
- Asthenoctenus longistylus Brescovit & Simó, 1998

## Bengalla
Bengalla Gray & Thompson, 2001
- Bengalla bertmaini Gray & Thompson, 2001

## Caloctenus
Caloctenus Keyserling, 1877
- Caloctenus abyssinicus Strand, 1917
- Caloctenus aculeatus Keyserling, 1877
- Caloctenus carbonera Silva, 2004
- Caloctenus gracilitarsis Simon, 1897
- Caloctenus oxapampa Silva, 2004

## Celaetycheus
Celaetycheus Simon, 1897
- Celaetycheus flavostriatus Simon, 1897
- Celaetycheus modestus Bryant, 1942

## Centroctenus
Centroctenus Mello-Leitão, 1929
- Centroctenus acara Brescovit, 1996
- Centroctenus auberti (Caporiacco, 1954)
- Centroctenus irupana Brescovit, 1996
- Centroctenus miriuma Brescovit, 1996
- Centroctenus ocelliventer (Strand, 1909)

## Ctenus
Ctenus Walckenaer, 1805
- Ctenus abditus Arts, 1912
- Ctenus acanthoctenoides Schmidt, 1956
- Ctenus adustus (Keyserling, 1877)
- Ctenus agroecoides (Thorell, 1881)
- Ctenus albofasciatus F. O. P.-Cambridge, 1897
- Ctenus alienus F. O. P.-Cambridge, 1900
- Ctenus amanensis Strand, 1907
- Ctenus amphora Mello-Leitão, 1930
- Ctenus anahitaeformis Benoit, 1981
- Ctenus anahitiformis Strand, 1909
- Ctenus andamanensis Gravely, 1931
- Ctenus angigitanus Roewer, 1938
- Ctenus angularis Roewer, 1938
- Ctenus argentipes Hasselt, 1893
- Ctenus aruanus Strand, 1911
- Ctenus auricomus Arts, 1912
- Ctenus avidus Bryant, 1948
- Ctenus bahamensis Strand, 1907
- Ctenus bantaengi Merian, 1911
- Ctenus barbatus Thorell, 1895
- Ctenus beerwaldi Strand, 1906
- Ctenus bicolor (Bertkau, 1880)
- Ctenus bicostatus Thorell, 1890
- Ctenus bigibbosus Benoit, 1980
- Ctenus bilobatus F. O. P.-Cambridge, 1900
- Ctenus biprocessis Strand, 1906
- Ctenus blumenauensis Strand, 1909
- Ctenus bolivicola Strand, 1907
- Ctenus bomdilaensis Tikader & Malhotra, 1981
- Ctenus bowonglangi Merian, 1911
- Ctenus bueanus Strand, 1916
- Ctenus bulimus Strand, 1909
- Ctenus calcaratus F. O. P.-Cambridge, 1900
- Ctenus calcarifer F. O. P.-Cambridge, 1902
- Ctenus calderitas Alayón, 2002
- Ctenus caligineus Arts, 1912
- Ctenus calzada Alayón, 1985
- Ctenus captiosus Gertsch, 1935
- Ctenus capulinus (Karsch, 1879)
- Ctenus cavaticus Arts, 1912
- Ctenus celebensis Pocock, 1897
- Ctenus celisi Benoit, 1981
- Ctenus ceylonensis F. O. P.-Cambridge, 1897
- Ctenus clariventris Strand, 1906
- Ctenus coccineipes Pocock, 1903
- Ctenus cochinensis Gravely, 1931
- Ctenus colombianus Mello-Leitão, 1941
- Ctenus colonicus Arts, 1912
- Ctenus complicatus Franganillo, 1946
- Ctenus constrictus Benoit, 1981
- Ctenus convexus F. O. P.-Cambridge, 1900
- Ctenus corniger F. O. P.-Cambridge, 1898
- Ctenus cruciatus Franganillo, 1930
- Ctenus crulsi Mello-Leitão, 1930
- Ctenus curvipes (Keyserling, 1881)
- Ctenus dangsus Reddy & Patel, 1994
- Ctenus darlingtoni Bryant, 1948
- Ctenus datus Strand, 1909
- Ctenus decemnotatus Simon, 1910
- Ctenus decorus (Gerstäcker, 1873)
- Ctenus delesserti (Caporiacco, 1947)
- Ctenus denticulatus (Simon, 1884)
- Ctenus denticulatus Benoit, 1981
- Ctenus dilucidus Simon, 1910
- Ctenus doloensis Caporiacco, 1940
- Ctenus drassoides (Karsch, 1879)
- Ctenus dreyeri Strand, 1906
- Ctenus dubius Walckenaer, 1805
- Ctenus efferatus Arts, 1912
- Ctenus elgonensis Benoit, 1978
- Ctenus ellacomei F. O. P.-Cambridge, 1902
- Ctenus embolus Benoit, 1981
- Ctenus eminens Arts, 1912
- Ctenus ensiger F. O. P.-Cambridge, 1900
- Ctenus erythrochelis (Simon, 1876)
- Ctenus esculentus Arts, 1912
- Ctenus excavatus F. O. P.-Cambridge, 1900
- Ctenus exlineae Peck, 1981
- Ctenus facetus Arts, 1912
- Ctenus falcatus F. O. P.-Cambridge, 1902
- Ctenus falciformis Benoit, 1981
- Ctenus falconensis Schenkel, 1953
- Ctenus fallax Steyn & Van der Donckt, 2003
- Ctenus fasciatus Mello-Leitão, 1943
- Ctenus feai F. O. P.-Cambridge, 1902
- Ctenus fernandae Brescovit & Simó, 2007
- Ctenus feshius Benoit, 1979
- Ctenus flavidus Hogg, 1922
- Ctenus floweri F. O. P.-Cambridge, 1897
- Ctenus fulvipes Caporiacco, 1947
- Ctenus fungifer Thorell, 1890
- Ctenus goaensis Bastawade & Borkar, 2008
- Ctenus griseus Keyserling, 1891
- Ctenus guadalupei Mello-Leitão, 1941
- Ctenus guantanamo (Alayón, 2001)
- Ctenus gulosus Arts, 1912
- Ctenus haina Alayón, 2004
- Ctenus haitiensis Strand, 1909
- Ctenus hibernalis Hentz, 1844
- Ctenus hiemalis Bryant, 1948
- Ctenus himalayensis Gravely, 1931
- Ctenus holmi Benoit, 1978
- Ctenus hosei F. O. P.-Cambridge, 1897
- Ctenus humilis (Keyserling, 1887)
- Ctenus hygrophilus Benoit, 1977
- Ctenus idjwiensis Benoit, 1979
- Ctenus inaja Höfer, Brescovit & Gasnier, 1994
- Ctenus inazensis Strand, 1909
- Ctenus incolans F. O. P.-Cambridge, 1900
- Ctenus indicus Gravely, 1931
- Ctenus insulanus Bryant, 1948
- Ctenus itatiayaeformis Caporiacco, 1955
- Ctenus jaminauensis Mello-Leitão, 1936
- Ctenus jaragua Alayón, 2004
- Ctenus javanus Pocock, 1897
- Ctenus jucundus Thorell, 1897
- Ctenus kapuri Tikader, 1973
- Ctenus karschi Roewer, 1951
- Ctenus kenyamontanus Benoit, 1978
- Ctenus kingsleyi F. O. P.-Cambridge, 1898
- Ctenus kipatimus Benoit, 1981
- Ctenus kochi Simon, 1897
- Ctenus lacertus Benoit, 1979
- Ctenus latitabundus Arts, 1912
- Ctenus lejeunei Benoit, 1977
- Ctenus leonardi Simon, 1910
- Ctenus levipes Arts, 1912
- Ctenus longicalcar Kraus, 1955
- Ctenus longipes Keyserling, 1891
  - Ctenus longipes vittatissimus Strand, 1916
- Ctenus lubwensis Benoit, 1979
- Ctenus macellarius Simon, 1910
- Ctenus maculatus Franganillo, 1931
- Ctenus maculisternis Strand, 1909
- Ctenus magnificus Arts, 1912
- Ctenus malvernensis Petrunkevitch, 1910
- Ctenus manauara Höfer, Brescovit & Gasnier, 1994
- Ctenus manni Bryant, 1948
- Ctenus marginatus Walckenaer, 1847
- Ctenus medius Keyserling, 1891
- Ctenus meghalayaensis Tikader, 1976
- Ctenus minimus F. O. P.-Cambridge, 1897
- Ctenus minor F. O. P.-Cambridge, 1897
- Ctenus mirificus Arts, 1912
- Ctenus miserabilis Strand, 1916
- Ctenus mitchelli Gertsch, 1971
- Ctenus modestus Simon, 1897
- Ctenus monticola Bryant, 1948
- Ctenus musosanus Benoit, 1979
- Ctenus naranjo Alayón, 2004
- Ctenus narashinhai Patel & Reddy, 1988
- Ctenus nigritarsis (Pavesi, 1897)
- Ctenus nigritus F. O. P.-Cambridge, 1897
- Ctenus nigrolineatus Berland, 1913
- Ctenus nigromaculatus Thorell, 1899
- Ctenus noctuabundus Arts, 1912
- Ctenus obscurus (Keyserling, 1877)
- Ctenus occidentalis F. O. P.-Cambridge, 1898
- Ctenus oligochronius Arts, 1912
- Ctenus ornatus (Keyserling, 1877)
- Ctenus ottleyi (Petrunkevitch, 1930)
- Ctenus palembangensis Strand, 1906
- Ctenus paranus Strand, 1909
- Ctenus parvoculatus Benoit, 1979
- Ctenus parvus (Keyserling, 1877)
- Ctenus paubrasil Brescovit & Simó, 2007
- Ctenus pauloterrai Brescovit & Simó, 2007
- Ctenus peregrinus F. O. P.-Cambridge, 1900
  - Ctenus peregrinus sapperi Strand, 1916
- Ctenus pergulanus Arts, 1912
- Ctenus periculosus Bristowe, 1931
- Ctenus philippinensis F. O. P.-Cambridge, 1897
- Ctenus pilosus Thorell, 1899
- Ctenus pilosus Franganillo, 1930
- Ctenus pogonias Thorell, 1899
- Ctenus polli Hasselt, 1893
- Ctenus potteri Simon, 1901
- Ctenus pulchriventris (Simon, 1897)
- Ctenus pulvinatus Thorell, 1890
- Ctenus quinquevittatus Strand, 1907
- Ctenus racenisi Caporiacco, 1955
- Ctenus ramosi Alayón, 2002
- Ctenus ramosus Thorell, 1887
- Ctenus ravidus (Simon, 1886)
- Ctenus rectipes F. O. P.-Cambridge, 1897
- Ctenus renivulvatus Strand, 1906
- Ctenus rivulatus Pocock, 1899
- Ctenus robustus Thorell, 1897
- Ctenus rubripes Keyserling, 1881
- Ctenus rufisternis Pocock, 1899
- Ctenus rwandanus Benoit, 1981
- Ctenus sagittatus Giltay, 1935
- Ctenus saltensis Strand, 1909
- Ctenus sarawakensis F. O. P.-Cambridge, 1897
- Ctenus satanas Strand, 1909
- Ctenus scenicus Caporiacco, 1947
- Ctenus schneideri Strand, 1906
- Ctenus serratipes F. O. P.-Cambridge, 1897
- Ctenus serrichelis Mello-Leitão, 1922
- Ctenus sexmaculatus Roewer, 1961
- Ctenus siankaan Alayón, 2002
- Ctenus sigma (Schenkel, 1953)
- Ctenus sikkimensis Gravely, 1931
- Ctenus silvaticus Benoit, 1981
- Ctenus similis F. O. P.-Cambridge, 1897
- Ctenus simplex Thorell, 1897
- Ctenus sinuatipes F. O. P.-Cambridge, 1897
- Ctenus smythiesi Simon, 1897
- Ctenus somaliensis Benoit, 1979
- Ctenus spectabilis Lessert, 1921
- Ctenus spiculus F. O. P.-Cambridge, 1897
- Ctenus spiralis F. O. P.-Cambridge, 1900
- Ctenus supinus F. O. P.-Cambridge, 1900
- Ctenus tamerlani Roewer, 1951
- Ctenus tarsalis F. O. P.-Cambridge, 1902
- Ctenus tenuipes Denis, 1955
- Ctenus thorelli F. O. P.-Cambridge, 1897
- Ctenus transvaalensis Benoit, 1981
- Ctenus trinidensis (Alayón, 2001)
- Ctenus tumidulus (Simon, 1887)
- Ctenus tuniensis Patel & Reddy, 1988
- Ctenus uluguruensis Benoit, 1979
- Ctenus undulatus Steyn & Van der Donckt, 2003
- Ctenus unilineatus Simon, 1897
- Ctenus vagus Blackwall, 1866
- Ctenus validus Denis, 1955
- Ctenus valverdiensis Peck, 1981
- Ctenus valvularis (Hasselt, 1882)
- Ctenus vatovae Caporiacco, 1940
- Ctenus vehemens Keyserling, 1891
- Ctenus velox Blackwall, 1865
- Ctenus vespertilio Mello-Leitão, 1941
- Ctenus villasboasi Mello-Leitão, 1949
- Ctenus vividus Blackwall, 1865
- Ctenus walckenaeri Griffith, 1833
- Ctenus w-notatus Petrunkevitch, 1925
- Ctenus yaeyamensis Yoshida, 1998

## Cupiennius
Cupiennius Simon, 1891
- Cupiennius bimaculatus (Taczanowski, 1874)
- Cupiennius chiapanensis Medina, 2006
- Cupiennius coccineus F. O. P.-Cambridge, 1901
- Cupiennius cubae Strand, 1909
- Cupiennius foliatus F. O. P.-Cambridge, 1901
- Cupiennius getazi Simon, 1891
- Cupiennius granadensis (Keyserling, 1877)
- Cupiennius remedius Barth & Cordes, 1998
- Cupiennius salei (Keyserling, 1877)
- Cupiennius valentinei (Petrunkevitch, 1925)
- Cupiennius vodou Brescovit & Polotow, 2005

## Diallomus
Diallomus Simon, 1897
- Diallomus fuliginosus Simon, 1897
- Diallomus speciosus Simon, 1897

## Enoploctenus
Enoploctenus Simon, 1897
- Enoploctenus cyclothorax (Bertkau, 1880)
- Enoploctenus distinctus (Caporiacco, 1947)
- Enoploctenus luteovittatus (Simon, 1897)
- Enoploctenus maculipes Strand, 1909
- Enoploctenus morbidus Mello-Leitão, 1939
- Enoploctenus pedatissimus Strand, 1909
- Enoploctenus penicilliger (Simon, 1897)

## Gephyroctenus
Gephyroctenus Mello-Leitão, 1936
- Gephyroctenus acre Polotow & Brescovit, 2008
- Gephyroctenus atininga Polotow & Brescovit, 2008
- Gephyroctenus divisor Polotow & Brescovit, 2008
- Gephyroctenus esteio Polotow & Brescovit, 2008
- Gephyroctenus juruti Polotow & Brescovit, 2008
- Gephyroctenus mapia Polotow & Brescovit, 2008
- Gephyroctenus panguana Polotow & Brescovit, 2008
- Gephyroctenus philodromoides Mello-Leitão, 1936
- Gephyroctenus portovelho Polotow & Brescovit, 2008

## Incasoctenus
Incasoctenus Mello-Leitão, 1942
- Incasoctenus perplexus Mello-Leitão, 1942

## Isoctenus
Isoctenus Bertkau, 1880
- Isoctenus areia Polotow & Brescovit, 2009
- Isoctenus charada Polotow & Brescovit, 2009
- Isoctenus corymbus Polotow, Brescovit & Pellegatti-Franco, 2005
- Isoctenus coxalis (F. O. P.-Cambridge, 1902)
- Isoctenus eupalaestrus Mello-Leitão, 1936
- Isoctenus foliifer Bertkau, 1880
- Isoctenus griseolus (Mello-Leitão, 1936)
- Isoctenus herteli (Mello-Leitão, 1947)
- Isoctenus janeirus (Walckenaer, 1837)
- Isoctenus malabaris Polotow, Brescovit & Ott, 2007
- Isoctenus minusculus (Keyserling, 1891)
- Isoctenus ordinario Polotow & Brescovit, 2009
- Isoctenus segredo Polotow & Brescovit, 2009
- Isoctenus strandi Mello-Leitão, 1936
- Isoctenus taperae (Mello-Leitão, 1936)

## Itatiaya
Itatiaya Mello-Leitão, 1915
- Itatiaya apipema Polotow & Brescovit, 2006
- Itatiaya iuba Polotow & Brescovit, 2006
- Itatiaya modesta Mello-Leitão, 1915
- Itatiaya pucupucu Polotow & Brescovit, 2006
- Itatiaya pykyyra Polotow & Brescovit, 2006
- Itatiaya tacamby Polotow & Brescovit, 2006
- Itatiaya tubixaba Polotow & Brescovit, 2006
- Itatiaya ywyty Polotow & Brescovit, 2006

## Janusia
Janusia Gray, 1973
- Janusia muiri Gray, 1973

## Leptoctenus
Leptoctenus L. Koch, 1878
- Leptoctenus agalenoides L. Koch, 1878
- Leptoctenus byrrhus Simon, 1888
- Leptoctenus daoxianensis Yin, Tang & Gong, 2000
- Leptoctenus gertschi Peck, 1981
- Leptoctenus paradoxus (F. O. P.-Cambridge, 1900)
- Leptoctenus sonoraensis Peck, 1981

## Mahafalytenus
Mahafalytenus Silva, 2007
- Mahafalytenus fo Silva, 2007
- Mahafalytenus fohy Silva, 2007
- Mahafalytenus hafa Silva, 2007
- Mahafalytenus isalo Silva, 2007
- Mahafalytenus osy Silva, 2007
- Mahafalytenus paosy Silva, 2007
- Mahafalytenus tsilo Silva, 2007

## Montescueia
Montescueia Carcavallo & Martínez, 1961
- Montescueia leitaoi Carcavallo & Martínez, 1961

## Nothroctenus
Nothroctenus Badcock, 1932
- Nothroctenus bahiensis Mello-Leitão, 1936
- Nothroctenus fuxico Dias & Brescovit, 2004
- Nothroctenus lineatus (Tullgren, 1905)
- Nothroctenus marshi (F. O. P.-Cambridge, 1897)
  - Nothroctenus marshi pygmaeus Strand, 1909
- Nothroctenus omega (Mello-Leitão, 1929)
- Nothroctenus sericeus (Mello-Leitão, 1929)
- Nothroctenus spinulosus (Mello-Leitão, 1929)
- Nothroctenus stupidus Badcock, 1932

## Ohvida
Ohvida Polotow & Brescovit, 2009
- Ohvida andros Polotow & Brescovit, 2009
- Ohvida bimini Polotow & Brescovit, 2009
- Ohvida brevitarsus (Bryant, 1940)
- Ohvida coxana (Bryant, 1940)
- Ohvida fulvorufa (Franganillo, 1930)
- Ohvida isolata (Bryant, 1940)
- Ohvida turquino Polotow & Brescovit, 2009
- Ohvida vernalis (Bryant, 1940)

## Parabatinga
Parabatinga Polotow & Brescovit, 2009
- Parabatinga brevipes (Keyserling, 1891)

## Paravulsor
Paravulsor Mello-Leitão, 1922
- Paravulsor impudicus Mello-Leitão, 1922

## Petaloctenus
Petaloctenus Jocqué & Steyn, 1997
- Petaloctenus bossema Jocqué & Steyn, 1997
- Petaloctenus clathratus (Thorell, 1899)
- Petaloctenus cupido Van der Donckt & Jocqué, 2001
- Petaloctenus lunatus Van der Donckt & Jocqué, 2001
- Petaloctenus songan Jocqué & Steyn, 1997

## Phoneutria
Phoneutria Perty, 1833
- Phoneutria bahiensis Simó & Brescovit, 2001
- Phoneutria boliviensis (F. O. P.-Cambridge, 1897)
- Phoneutria eickstedtae Martins & Bertani, 2007
- Phoneutria fera Perty, 1833
- Phoneutria keyserlingi (F. O. P.-Cambridge, 1897)
- Phoneutria nigriventer (Keyserling, 1891)
- Phoneutria pertyi (F. O. P.-Cambridge, 1897)
- Phoneutria reidyi (F. O. P.-Cambridge, 1897)

## Phymatoctenus
Phymatoctenus Simon, 1897
- Phymatoctenus comosus Simon, 1897
- Phymatoctenus sassii Reimoser, 1939
- Phymatoctenus tristani Reimoser, 1939

## Pseudoctenus
Pseudoctenus Caporiacco, 1949
- Pseudoctenus meneghettii Caporiacco, 1949

## Thoriosa
Thoriosa Simon, 1910
- Thoriosa fulvastra Simon, 1910
- Thoriosa spadicea (Simon, 1910)
- Thoriosa spinivulva (Simon, 1910)
- Thoriosa taurina (Simon, 1910)

## Toca
Toca Polotow & Brescovit, 2009
- Toca bossanova Polotow & Brescovit, 2009
- Toca samba Polotow & Brescovit, 2009

## Trogloctenus
Trogloctenus Lessert, 1935
- Trogloctenus briali Ledoux, 2004
- Trogloctenus fagei (Lessert, 1935)

## Trujillina
Trujillina Bryant, 1948
- Trujillina hursti (Bryant, 1948)
- Trujillina isolata (Bryant, 1942)
- Trujillina spinipes Bryant, 1948

## Tuticanus
Tuticanus Simon, 1897
- Tuticanus cruciatus Simon, 1897
- Tuticanus major (Keyserling, 1879)

## Viracucha
Viracucha Lehtinen, 1967
- Viracucha andicola (Simon, 1906)
- Viracucha exilis (Mello-Leitão, 1936)
- Viracucha misionesicus (Mello-Leitão, 1945)
- Viracucha paraguayensis (Strand, 1909)
- Viracucha ridleyi (F. O. P.-Cambridge, 1897)
- Viracucha silvicola (Soares & Soares, 1946)

## Viridasius
Viridasius Simon, 1889
- Viridasius fasciatus (Lenz, 1886)

## Vulsor
Vulsor Simon, 1889
- Vulsor bidens Simon, 1889
- Vulsor isaloensis (Ono, 1993)
- Vulsor occidentalis Mello-Leitão, 1922
- Vulsor penicillatus Simon, 1896
- Vulsor quartus Strand, 1907
- Vulsor quintus Strand, 1907
- Vulsor septimus Strand, 1907
- Vulsor sextus Strand, 1907

## Wiedenmeyeria
Wiedenmeyeria Schenkel, 1953
- Wiedenmeyeria falconensis Schenkel, 1953